# Zelda Williams
Zelda Rae Williams, född 31 juli 1989 i New York, är en amerikansk skådespelare och dotter till Robin Williams och Marsha Garces Williams. Williams är uppkallad efter titelfiguren i TV-spelserien The Legend of Zelda. Hennes mormor och Marshas mor Ina Rachel Mattila var finnar av härkomst, eftersom Inas föräldrar Victor Mattila och Selma Melander var från Kortesjärvi, Södra Österbotten.

## Filmografi
| År      | Namn                         | Roll                  | Kommentar  |
| ------- | ---------------------------- | --------------------- | ---------- |
| 1994    | In Search of Dr. Seuss       | Dotter                | TV-film    |
| 1995    | Nio månader                  | Flicka i balettgrupp  |            |
| 2004    | House of D                   | Melissa               |            |
| 2008    | Were the World Mine          | Frankie               |            |
| 2009    | Don't Look Up                | Matya                 |            |
| 2010    | See You on the Other Side    | Zoey Meola            | Kortfilm   |
| 2010    | Jezuz Loves Chaztity         | Chaztity              | Kortfilm   |
| 2010    | Detention                    | Sara                  |            |
| 2011    | Stupid Questions             | Lucy                  | Kortfilm   |
| 2012    | A Beer Tale                  | Kelly                 |            |
| 2012    | Noobz                        | Rickie                |            |
| 2012    | Checked Out                  | Marissa               | 4 avsnitt  |
| 2013    | Teen Wolf                    | Caitlin               | 2 avsnitt  |
| 2014    | Never                        | Nikki                 |            |
| 2014    | The Legend of Korra          | Kuvira (originalröst) | 11 avsnitt |
| 2015–16 | Teenage Mutant Ninja Turtles | Mona Lisa (röst)      | 4 avsnitt  |
| 2016    | Dead of Summer               | Drew Reeves           | Fast roll  |
| 2016    | Girl In The Box              | Janice Hooker         | TV-film    |
| 2017    | Stitchers                    | Zelda                 | 1 avsnitt  |
| 2017    | Criminal Minds               | Melissa Miller        | 1 avsnitt  |
| 2018    | Locating Silver Lake         | Ella                  |            |
| 2018    | Dark/Web                     | Cheshire              | 2 avsnitt  |